# Calveriosoma
Genre
Calveriosoma est un genre d’oursins (échinodermes) réguliers de la famille des Echinothuriidae.

## Systématique
Le genre Calveriosoma a été créé en 1934 par le zoologiste danois Theodor Mortensen (1868-1952).

## Liste des espèces
Selon World Register of Marine Species (1 septembre 2015) :
- Calveriosoma gracile (A. Agassiz, 1881) -- Nouvelle-Zélande
- Calveriosoma hystrix (Thomson, 1872) -- Atlantique central

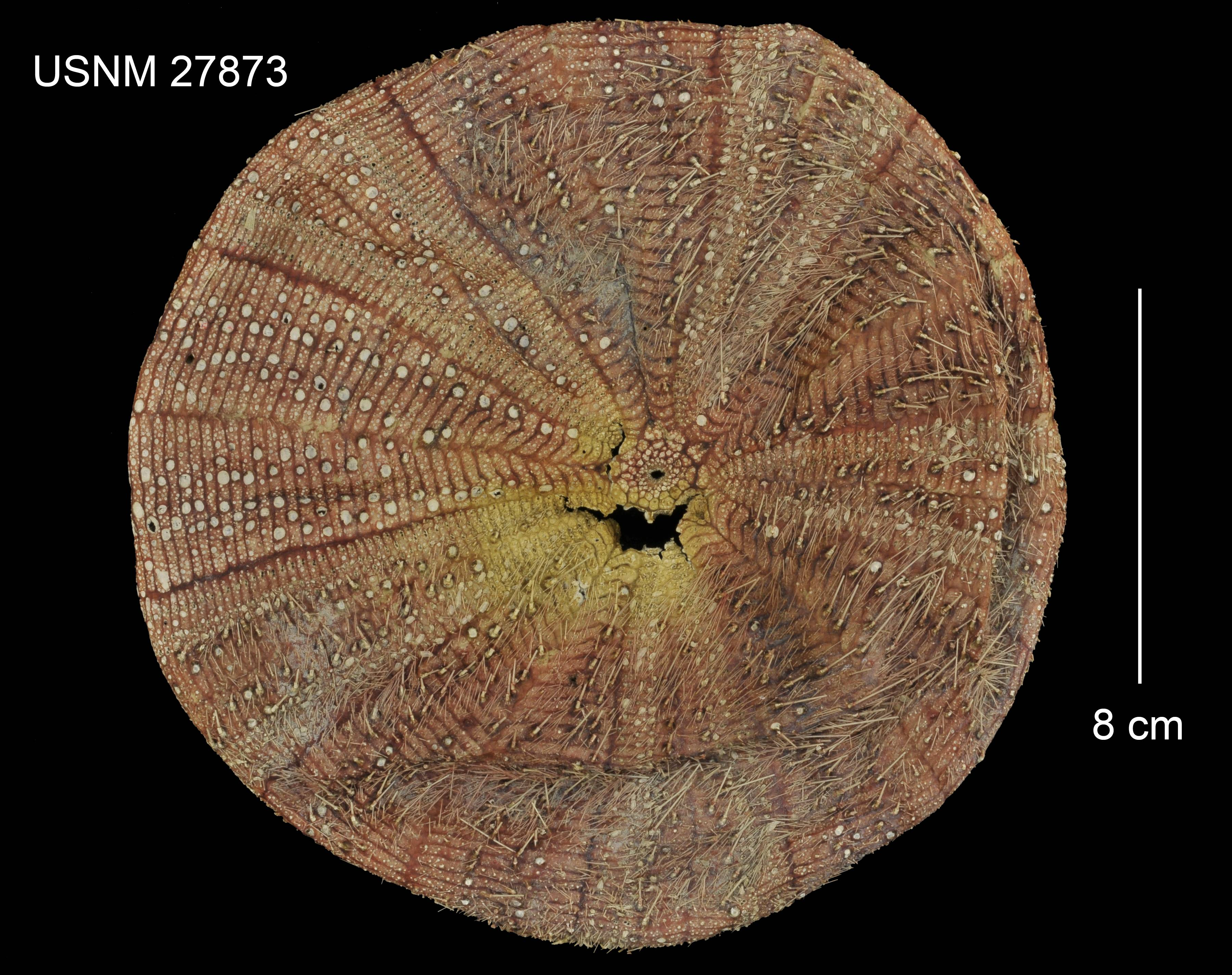
Calveriosoma gracile.